# Кизловский сельский совет (Полтавская область)
Кизловский сельский совет (укр. Кізлівська сільська рада) — входит в состав
Чернухинского района
Полтавской области
Украины.
Административный центр сельского совета находится в 
с. Кизловка.

## Населённые пункты совета
- с. Кизловка
- с. Беличево
- с. Галяво
- с. Ковали
- с. Липовое